# Nueva Esperanza (Bolivia)
Nueva Esperanza es un municipio amazónico y una localidad fronteriza del norte de Bolivia, capital de la provincia Federico Román dentro del  departamento de Pando. Según el último censo oficial realizado por el Instituto Nacional de Estadística de Bolivia (INE) en 2012, el municipio cuenta con una población de 2.068 habitantes. El municipio posee una extensión superficial de 3.664 km², dando resultado a una densidad de población de 0,5 hab/km² (habitante por kilómetro cuadrado).
Nueva Esperanza está situado a una altitud de 112 metros sobre el nivel del mar. 

## Geografía
Geográficamente se encuentra en el extremo norte de la Amazonía boliviana, dentro de la Cuenca del Amazonas. En el punto donde el río Abuná confluye con el río Madeira, dentro del municipio de Nueva Esperanza, se encuentra el punto más al norte de todo el territorio boliviano.
Al norte y al este limita con el estado de Rondonia de la República de Brasil, al sur con el municipio de Villa Nueva, y al oeste con el municipio de Santos Mercado.
El municipio ocupa la parte más oriental de la provincia del General Federico Román, en el extremo este del departamento de Pando.
Tiene una topografía diversa, variando de plana a fuertemente ondulada, con amplias llanuras de inundación. Su clima es tropical húmedo y cálido con una temperatura media anual de 26 °C.

## Demografía
De acuerdo con el censo boliviano de 2024, la población del municipio de Nueva Esperanza es de 1 390 habitantes.
La población del municipio se triplicó entre 1992 y 2024: 
| Año  | Habitantes (municipio) | Habitantes (localidad) | Fuente                  |
| ---- | ---------------------- | ---------------------- | ----------------------- |
| 1992 | 472                    | 188                    | Censo boliviano de 1992 |
| 2001 | 740                    | 147                    | Censo boliviano de 2001 |
| 2012 | 2 068                  | 651                    | Censo boliviano de 2012 |
| 2024 | 1 390                  |                        | Censo boliviano de 2024 |